# Hermé
Hermé település Franciaországban, Seine-et-Marne megyében. Lakosainak száma 634 fő (2022. január 1.). Hermé Noyen-sur-Seine, Soisy-Bouy, Sourdun, Villiers-sur-Seine, Gouaix és Melz-sur-Seine községekkel határos.

## Népesség
A település népességének változása:
| Lakosok száma | 646  | 651  | 688  | 642  | 633  | 624  | 615  | 622  | 634  |
|               | 2013 | 2015 | 2016 | 2017 | 2018 | 2019 | 2020 | 2021 | 2022 |